# ماتزه
ماتزه (به ایتالیایی: Mazzè) یک کومونه در ایتالیا است که در استان تورین واقع شده‌است.

## خصوصیات
ماتزه ۲۷٫۸ کیلومترمربع مساحت و ۴٬۰۵۸ نفر جمعیت دارد.